# Mount Tamalpais
Mount Tamalpais is een berg in de Amerikaanse staat Californië. Mount Tamalpais is met z'n 784 meter de hoogste piek in de Marin Hills in het zuiden van Marin County, een county langs de Grote Oceaan juist ten noorden van San Francisco. "Mount Tam", zoals hij lokaal bekendstaat, valt grotendeels in beschermd gebied, zoals het Mount Tamalpais State Park.

## Foto's

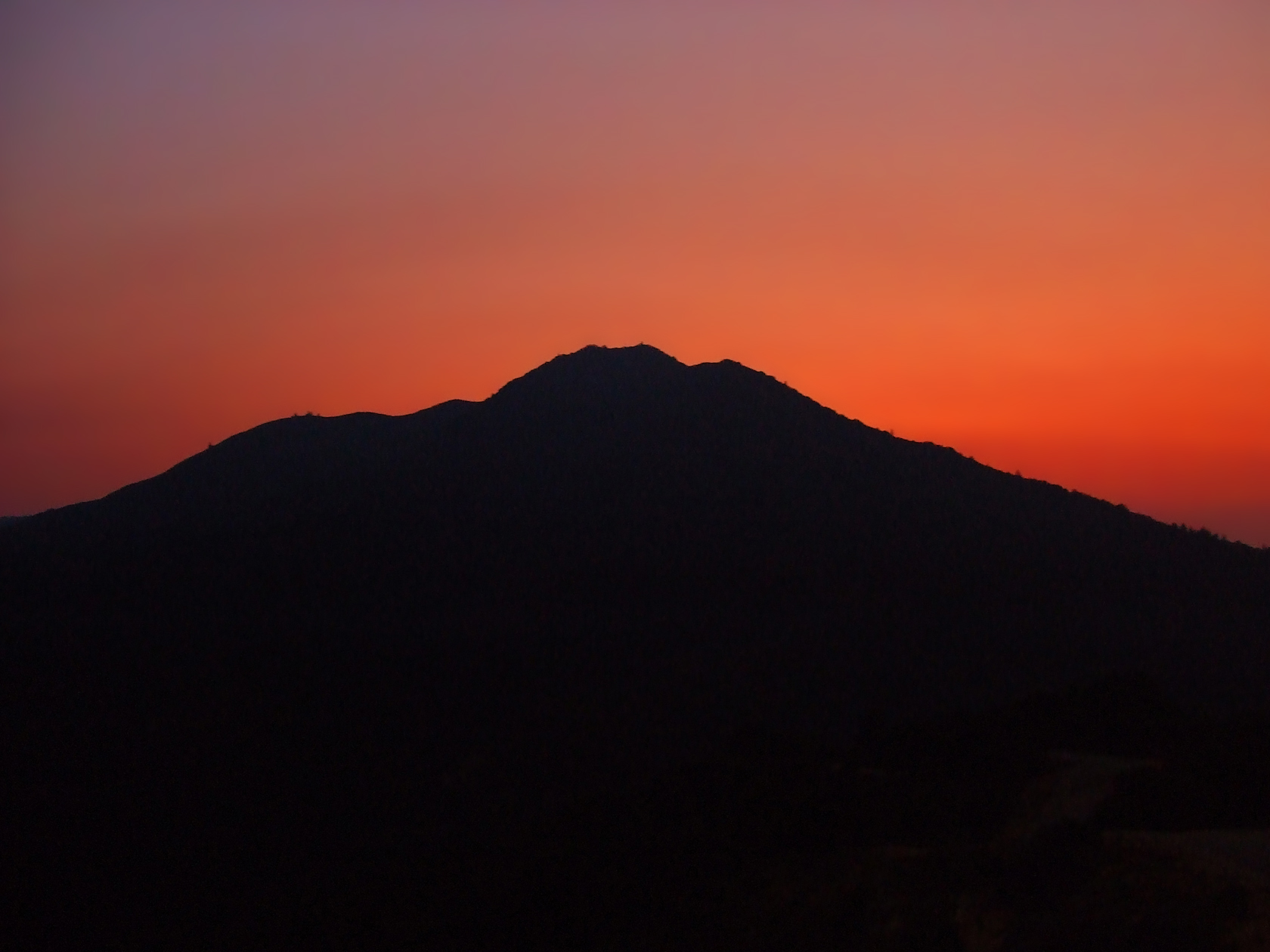
Zonsondergang boven Tamalpais
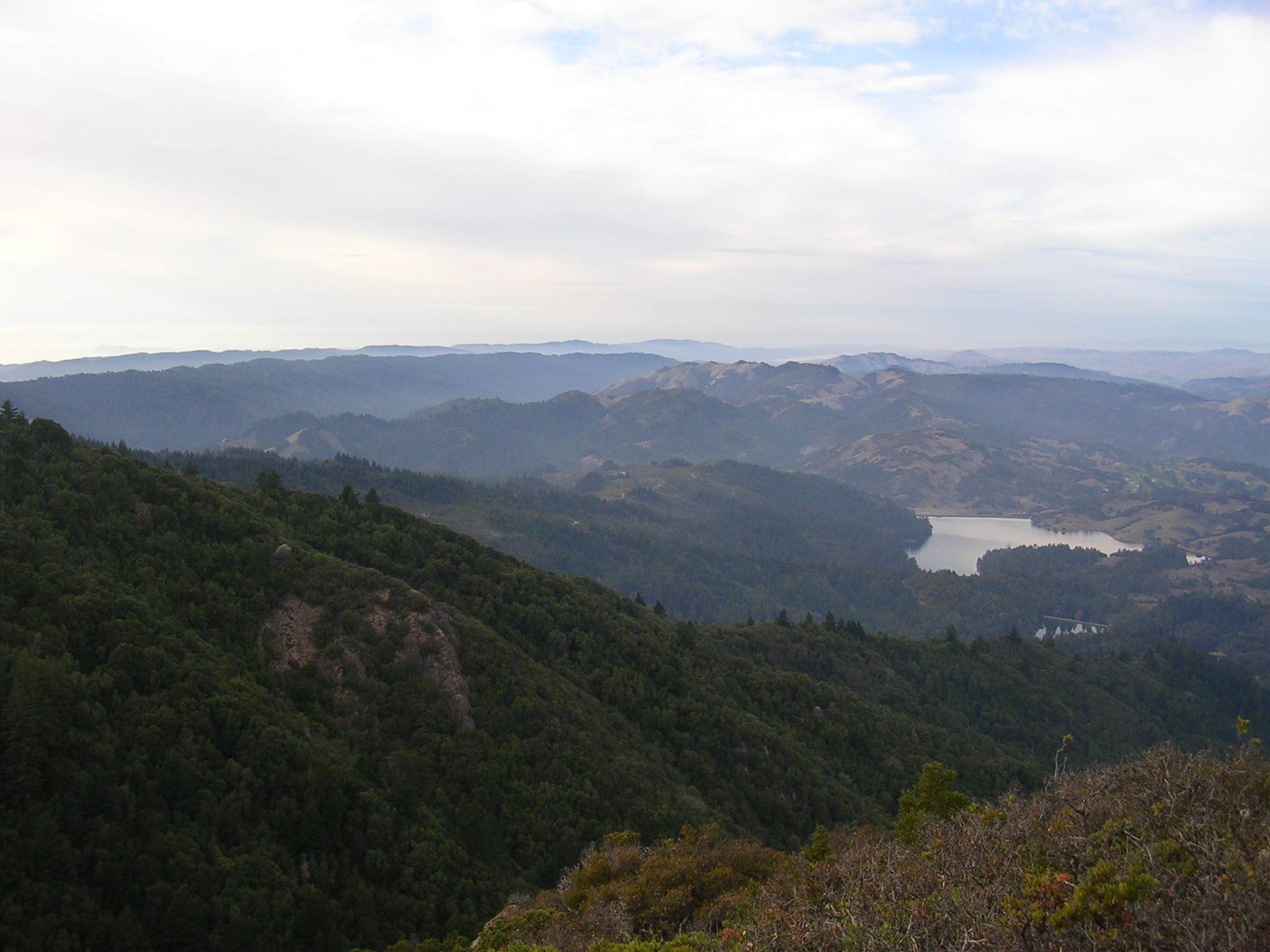
Noordflank
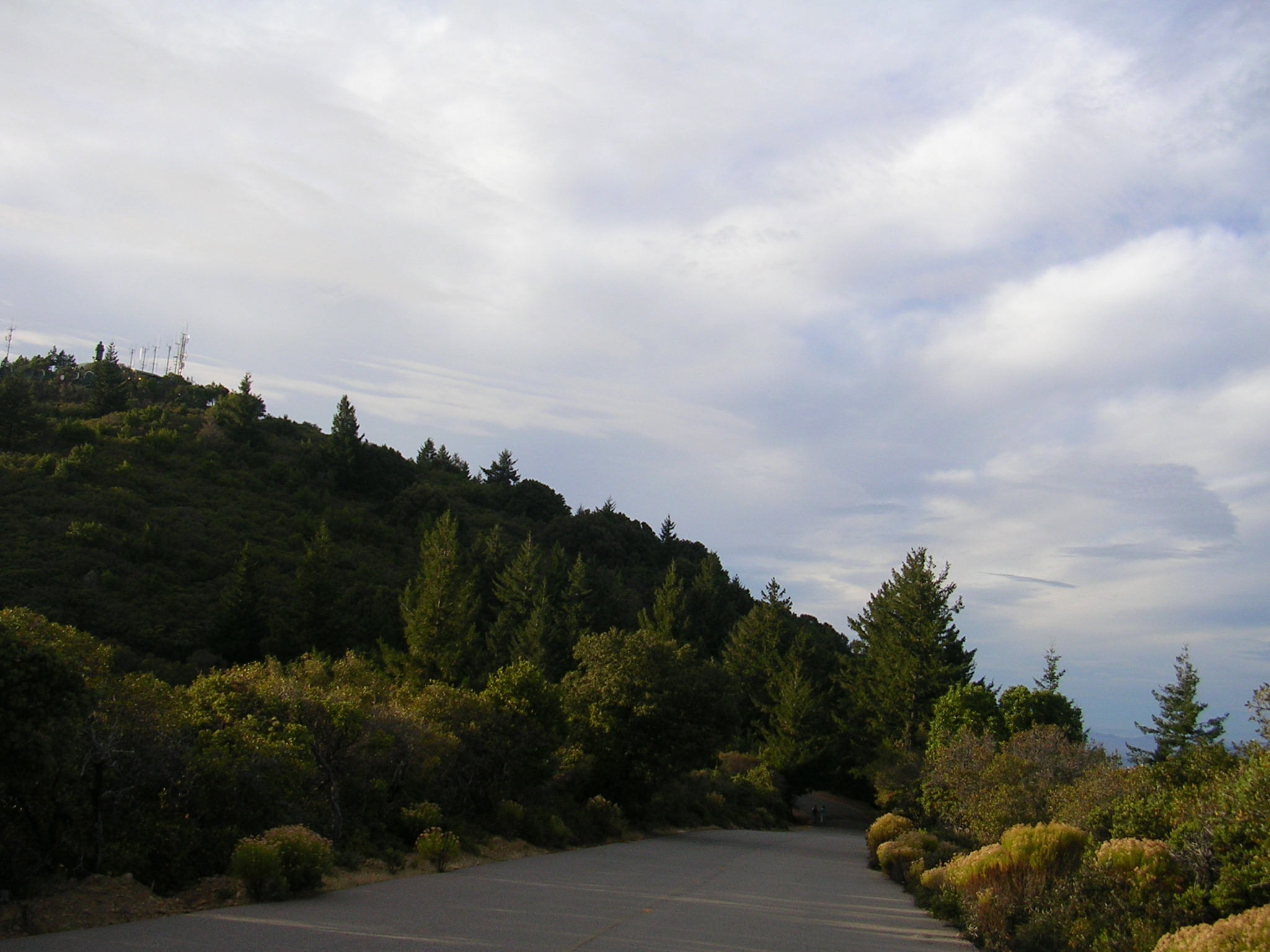
Douglassparren nabij de top
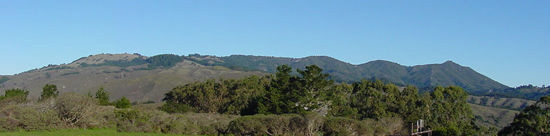
Mount Tamalpais vanop de Muir Beach Overlook
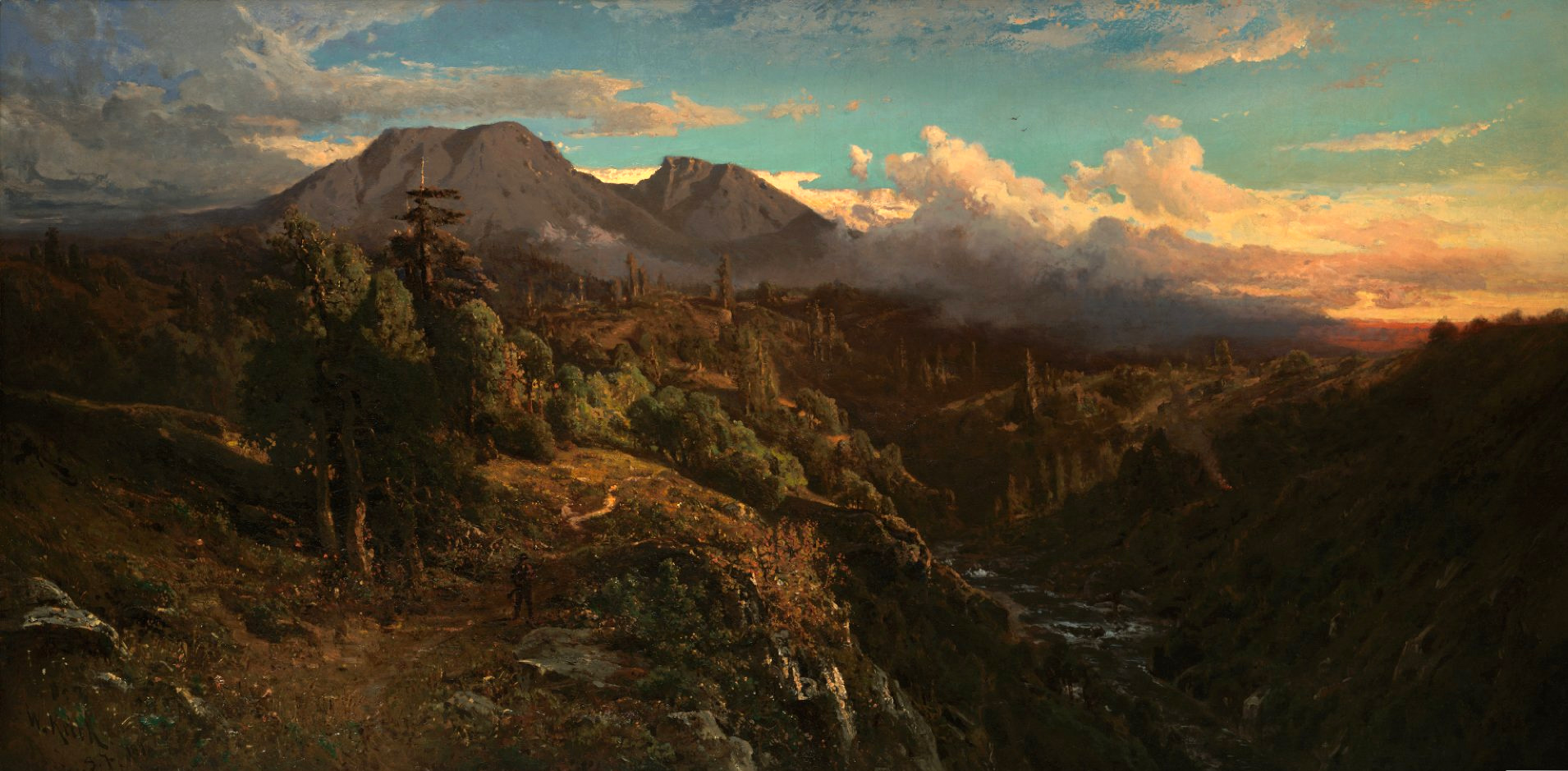
Sunset Glow on Mt Tamalpais, een schilderij van William Keith uit 1896